# Tsubasa – Giấc mơ sân cỏ
Tsubasa – Giấc mơ sân cỏ, hay được biết tới với tên gốc Captain Tsubasa (キャプテン翼 Kyaputen Tsubasa, Đội trưởng Tsubasa) là một bộ manga lấy đề tài bóng đá do Takahashi Yōichi sáng tác, được Shueisha phát hành lần đầu năm 1981. Nhân vật chính là một cậu bé thần đồng của bóng đá Nhật Bản có tên Oozora Tsubasa. Trải qua thời gian Tsubasa trở thành đội trưởng của đội tuyển trẻ và sau đó là Đội tuyển bóng đá quốc gia Nhật Bản. Loạt manga Tsubasa Giấc mơ sân cỏ lần đầu được in trên tạp chí Weekly Shōnen Jump của hãng Shueisha từ năm 1981 tới 1988, sau đó được in thành 37 tập tankōbon. Bộ truyện sau khi ra mắt công chúng đã được đón nhận nồng nhiệt và tạo nên một cơn sốt về các tác phẩm manga, anime lấy đề tài bóng đá.
Sau thành công của bộ truyện gốc, Captain Tsubasa - World Youth được phát hành trên Shōnen Jump từ năm 1994 đến năm 1997 (phát hành ở Việt Nam dưới cái tên Hậu Tsubasa), tiếp đó là Captain Tsubasa - Road to 2002 (2001-2004) (phát hành ở Việt Nam dưới cái tên Tsubasa - Đường tới 2002) và Captain Tsubasa - Golden Age (2005 đến nay).
Loạt truyện gốc Captain Tsubasa sau đó được chuyển thể thành phim hoạt hình, do Tsuchida Production sản xuất, Loạt phim đầu tiên phát sóng trên mạng lưới TV Tokyo từ 10 tháng 10 năm 1983 đến 27 tháng 3 năm 1986. Ở loạt phim này nội dung chuyển thể từ 25 tập truyện đầu. Bốn phim điện ảnh cũng ra mắt trong năm 1985 và 1986. Vào năm 1989, loạt phim hoạt hình mới mang tên Shin Captain Tsubasa, được Shueisha và CBS Sony Group, Inc. sản xuất cùng với 13 original video animation (OVA). Shin Captain Tsubasa tiếp nối loạt phim trước nội dung nằm từ tập truyện thứ 25 đến 36. Phần tiếp theo là Captain Tsubasa J, do Studio Comet sản xuất, được phát sóng từ 21 tháng 10 năm 1994 đến 22 tháng 12 năm 1995 trên hệ thống Fuji Television với 47 tập, bên cạnh đó một OVA cũng đã được phát hành vào năm 1994 dưới tựa Captain Tsubasa: Holland Youth. Sau ba loạt phim trước, loạt phim cuối cùng là Captain Tsubasa ~ Road to 2002, được Group TAC chuyển thể, phát sóng từ 7 tháng 10 năm 2001 đếm 6 tháng 10 năm 2002.
Hầu hết các phiên bản của phim hoạt hình Captain Tsubasa từng phát sóng trên hệ thống truyền hình vệ tinh Animax tại Nhật Bản, sau đó phim phổ biến rộng rãi bao gồm Đông Á, Hồng Kông, Đông Nam Á, Nam Á, và nhiều khu vực khác. Phim cũng từng phát sóng nhiều nơi trên thế giới như Nam Mỹ, Châu Âu và Trung Đông. Do sự thành công của series Nintendo Super Famicom đã chuyển thể thành trò chơi điện tử. Vào năm 2005 TV Asahi tổ chức một cuộc bình chọn, phim hoạt hình Captain Tsubasa đứng vị trí 41 trong 100 phim hoạt hình đứng đầu.
Tại Việt Nam, 128 tập đầu phim từng được Công ty Cổ phần Truyền thông Trí Việt (TVM Corp.) mua bản quyền và phát sóng trên kênh HTV3.

## Nội dung

### Tsubasa
Ozora Tsubasa là một cậu bé thần đồng bóng đá, người luôn ấp ủ ước mơ được thi đấu cho Đội tuyển bóng đá quốc gia Nhật Bản và giành chức vô địch Giải vô địch bóng đá thế giới. Khi chuyển tới Nankatsu, Tsubasa kết bạn với Ishizaki Ryou, một cậu bé bằng tuổi cũng yêu thích bóng đá, Wakabayashi Genzo, thủ môn tài năng của đội bóng trường Shutetsu và Nakazawa Sanae (hay Anego), cô bé trưởng nhóm cổ động viên của Nankatsu. Tsubasa và Wakabayashi có trận đấu đầu tiên tại giải đấu hằng năm của hai trường Nankatsu vô danh và đương kim vô địch Shutetsu, Cũng tại đây, tài năng của Tsubasa đã lọt vào mắt xanh của Robert Hongo, một cựu cầu thủ tài năng của đội tuyển bóng đá quốc gia Brazil và là bạn của bố mẹ Tsubasa. Robert là người dạy cho Tsubasa những kĩ năng bóng đá đầu tiên và thuyết phục cậu bé tham gia đội bóng của trường Nankatsu. Đội bóng Nankatsu sau đó đón nhận một tài năng bóng đá trẻ khác, Misaki Taro, cậu bé nhanh chóng trở thành bạn thân thiết và đồng đội ăn ý của Tsubasa. Sau này tất cả họ được chọn vào Đội bóng Nankatsu và tiếp đó họ phải đối mặt với thử thách lớn, đó là giải vô địch các trường Nhật Bản, nơi họ phải đối đầu với nhiều tài năng bóng đá trẻ khác trên khắp nước Nhật như Misugi Jun, Matsuyama Hikaru, Wakashimazu Ken và nhất là Hyuga Kojiro, một cầu thủ trẻ có tinh thần thi đấu hết sức mạnh mẽ. Những tài năng này sau đó đã được lựa chọn vào đội tuyển U-16 Nhật Bản tham dự giải vô địch U-16 thế giới tại Pháp, nơi họ bất ngờ đăng quang sau khi thắng Đức trong trận chung kết.

### Tsubasa World Youth
Sau chiến thắng ở Pháp, Tsubasa tới Brazil để thi đấu cho São Paulo. Một số cầu thủ khác của Nhật cũng ra nước ngoài thi đấu như Wakabayashi sang thi đấu cho Hamburg SV, còn Aoi Shingo, một tài năng mới, thi đấu cho Inter Milan. Sau đó Tsubasa, Wakabayashi, Shingo trở về để hợp lực cùng các cầu thủ thi đấu trong nước giúp đội tuyển Nhật Bản vượt qua vòng loại châu Á để tham gia Giải vô địch bóng đá U-20 thế giới. Một lần nữa Nhật Bản lại gây bất ngờ khi đánh bại Brazil trong trận chung kết, bất chấp việc Brazil có một thiên tài bóng đá với những kĩ năng siêu hạng là trung phong Natureza.

### Đường tới 2002
Sau thành công ở Giải U-20 thế giới, Tsubasa chuyển sang thi đấu cho Barcelona, Hyuga Kojiro tới Juventus, Wakabayashi tiếp tục thi đấu cho Hamburg SV còn các cầu thủ khác đầu quân cho những đội bóng của J.League. Sau khởi đầu khó khăn ở đội hình B Barcelona, Tsubasa được chọn tham gia trận đối đầu kinh điển El Clásico với Real Madrid, đội bóng của Natureza.

## Truyền thông

### Truyện tranh
- Captain Tsubasa (1981-1988 trên Weekly Shōnen Jump; 37 tập)
- Captain Tsubasa Boku wa Misaki Taro (Mình là Misaki Taro) (1 quyển)
- Captain Tsubasa: Saikyo no teki:Holland Youth (1 quyển)
- Captain Tsubasa: "World Youth" Saga (1994-1997 trên Weekly Shōnen Jump; 18 tập)
- Captain Tsubasa: Road to 2002 (2001-2004 trên Weekly Young Jump; 15 tập; 144 chương)
- Captain Tsubasa Millennium Dream (1 quyển)
- Captain Tsubasa Final Countdown (1 quyển)
- Captain Tsubasa: Road to 2002 - Go for 2006 (5 chương trong tập 15 Captain Tsubasa Road to 2002)
- Captain Tsubasa FCRB (1 quyển)
- Captain Tsubasa Golden Dream (1 quyển)
- Captain Tsubasa: All Star Game (1 quyển; 5 chương)
- Captain Tsubasa: Golden-23 (2005-2008 trên Weekly Young Jump; 12 tập)
- Captain Tsubasa Japan Dream (2006, one-shot)
- Captain Tsubasa Kaigai Gekito Hen tháng 5 năm 2009 - tháng 2 năm 2012 trên Weekly Young Jump; 8 tập)
  - In Calcio (May 2009 - September 2009 trong Weekly Young Jump; 2 tạp)
  - En La Liga (tháng 2 năm 2010 – tháng 2 năm 2012 trên Weekly Young Jump; 6 tập)
- Captain Tsubasa Live Together (2010, 1 quyển)
- Captain Tsubasa: Rising Sun (2014)

### Anime
Phiên bản chuyển thể từ truyện gồm hoạt hình được sản xuất 4 lần, 5 phim điện ảnh và 1 OVA. Vào năm 1983 loạt phim hoạt hình đầu tiên lên sóng dưới tựa Captain Tsubasa nói về Tsubasa từ lúc còn là một cậu bé học sinh tiểu học cho đến khi lên trung học cơ sở. Loạt phim thứ hai lên sóng từ năm 1994 tiếp nối loạt phim trước dưới tựa Captain Tsubasa Worth Youth. Cuối cùng là loạt phim thứ ba sản xuất năm 2001 tiếp nối hai loạt phim trước dưới tựa Captain Tsubasa Road to 2002. Sau khi loạt phim được phát sóng trên TV Tokyo đã tạo được tiếng vang lớn khi trở thành hit, 21.2% - tỉ lệ người xem được cho là cao nhất lúc bấy giờ và tạo ra sự bùng nổ khi làn sóng chơi đá bóng tăng đột ngột. Sau đó bộ phim cũng được chiếu trên 50 quốc gia trên thế giới và được khán giả khắp nơi đón nhận nồng nhiệt. Cuối cùng và gần đây nhất là loạt phim Captain Tsubasa phiên bản 2018 chuyển thể từ 2 phần Kids' Dream Arc và Middle School Arc trong Manga gốc.

## Nhân vật chính
Ozora Tsubasa (大空 翼 (Đại Không Dực)): là nhân vật chính trong loạt truyện, là một thiên tài bóng đá, "Cứ như là thằng bé sinh ra là để chơi bóng đá vậy!" - Mẹ Tsubasa từng nói. Cậu là đội trưởng đội Nankatsu đại diện Shizuoka và về sau là đội trưởng đội tuyển bóng đá quốc gia Nhật Bản. Cậu mặc áo số 10 chơi ở vị trí tiền vệ trung tâm, vị trí cậu yêu thích nhất. Tsubasa được mệnh danh là Đứa con của bóng đá hay Đại bàng bất tử. 

Một số nhân vật trong bộ manga và anime.

Wakabayashi Genzo (若林 源三): là thủ môn thiên tài, nhân vật chính trong loạt truyện. Cậu chơi ở vị trí thủ môn, thường mặc áo số 1 và còn được mệnh danh là Thủ môn siêu hạng, Thủ thành thép hay S.G.G.K (Super Great Goal Keeper).
Hyuga Kojiro (日向 小次郎): là một chân sút chủ lực, nhân vật chính trong loạt truyện, thường mang áo số 9 và giữ vai trò tiền đạo với các cú sút với lực sút khủng khiếp. Cậu luôn coi Tsubasa là đối thủ của mình và thường được gọi là Mãnh hổ.
Misaki Taro (太郎 岬): là nhân vật chính trong loạt truyện, một cầu thủ chơi bóng với kỹ thuật thực tế, trong khi Tsubasa chơi bóng bằng cả niềm đam mê. Cậu luôn là người bạn thân thiết của Tsubasa và luôn hỗ trợ Tsubasa. Cậu và Tsubasa luôn được coi là Cặp đôi vàng Nankatsu. Cậu được gọi là Nghệ sĩ sân cỏ, thường mang áo số 11 và giữ vị trí tiền vệ.
Misugi Jun (三杉 淳): là một cầu thủ điển trai và toàn năng, đội trưởng trường Musashi đại diện Thủ đô Tokyo và cũng là nhân vật chính trong loạt truyện. Tại giải đấu thời tiểu học, cậu từng khiến Tsubasa, Misaki và cả đội Nankatsu điêu đứng trước kỹ thuật hơn người và cách điều khiển trận đấu tài tình của mình ngay cả khi cậu bị bệnh tim và do đó bị giới hạn rất nhiều về thời gian thi đấu. Cậu được mệnh danh là Quý công tử sân cỏ, Quả bóng Pha lê hay Hoàng tử bóng đá nhờ phong cách thanh lịch trong và ngoài thi đấu, thường mang áo số 14 và chơi ở vị trí tiền vệ, hậu vệ.
Matsuyama Hikaru (松山 光): là nhân vật chính trong loạt truyện, đội trưởng đội Furano đại diện Hokkaido. Dù không có kỹ thuật nổi bật như các nhân vật chính khác nhưng cậu luôn phấn đấu rèn luyện trong môi trường sống khắc nghiệt ở quê nhà. Bên cạnh Tsubasa thì Matsuyama giữ vai trò là đội trưởng tinh thần toàn đội. Cậu được mệnh danh là Chim ưng Bắc Hải, thường mang áo số 12 và chơi ở vị trí tiền vệ, hậu vệ.

## Đón nhận
Sau khi ra mắt độc giả, Captain Tsubasa không chỉ tạo nên cơn sốt về manga, anime lấy đề tài bóng đá mà còn thực sự lôi cuốn nhiều cậu bé Nhật Bản tham gia đá bóng. Nhiều tuyển thủ bóng đá nổi tiếng của Nhật như Nakata Hidetoshi, Narazaki Seigo và quốc tế như Zinedine Zidane, Francesco Totti, Fernando Torres, Christian Vieri, Giuseppe Sculli hay Alessandro Del Piero đã nói rằng họ tìm được cảm hứng với nghề cầu thủ bóng đá từ chính bộ manga này. Đạo diễn và diễn viên chính của bộ phim bóng đá nổi tiếng Đội bóng Thiếu Lâm là Châu Tinh Trì cũng cho biết ông lấy cảm hứng từ Đội trưởng Tsubasa để làm tác phẩm này. Bộ truyện nổi tiếng tới mức các đoàn xe cứu trợ Nhật ở Iraq đã vẽ hình Tsubasa lên thành xe để tỏ ý thân thiện với người dân bản địa.
Phiên bản chuyển thể anime của Captain Tsubasa gặt hái nhiều thành công như vào 2001, anime Captain Tsubasa đứng hạng 49 trong danh sách "Top 100" anime của Animage. Năm 2005, mạng lưới hệ thống truyền hình TV Asahi tổ chức bình chọn "Top 100" trên trang web trực tuyến khảo sát trên cả nước phim đứng hạng 41 trên web và 30 theo khảo sát. Năm 2006, TV Asahi tiếp tục tiến hành bầu chọn và tác phẩm đứng vị trí thứ 16.